# Gerd B. Achenbach
Gerd B. Achenbach (bürgerlich Gerd Böttcher, * 11. Februar 1947 in Hameln) ist ein deutscher Philosoph und Gründer der ersten Philosophischen Praxis.

## Leben
Achenbach promovierte 1981, als Gerd Böttcher, an der Universität Gießen bei Odo Marquard mit der Dissertation Selbstverwirklichung — oder: „Die Lust und die Notwendigkeit.“ Amplifikation eines Hegelschen Kapitels aus der „Phänomenologie des Geistes.“. Achenbach ist philosophisch stark vom Deutschen Idealismus beeinflusst. In seinen Büchern, Vorträgen und Seminaren thematisiert er oft den philosophischen Gehalt literarischer Werke.
Achenbach gründete 1982 die „Internationale Gesellschaft für Philosophische Praxis“ (IGPP), deren Vorsitzender er bis zum Herbst 2003 war. In der IGPP ist Achenbach als Lehrpraktiker tätig. 2003 gründete er die regionale „Gesellschaft für Philosophische Praxis“ in Bergisch Gladbach, deren Vorsitzender er seither ist.

## Veröffentlichungen
- ›Selbstverwirklichung‹ oder ›Die Lust und die Notwendigkeit‹. Amplifikation eines Hegelschen Kapitels aus der ›Phänomenologie des Geistes‹ Dissertation. Justus-Liebig-Universität Giessen, 1981 (Volltext)
- Die reine und die praktische Philosophie. Drei Vorträge zur philosophischen Praxis. Klagenfurter Beiträge zur Philosophie. Verlag des Verbandes der wissenschaftlichen Gesellschaft Österreichs, Wien 1983, ISBN 3-85369-551-5
- Philosophische Praxis. Vorträge und Aufsätze. Dinter, Köln 1984, ISBN 3-924794-00-6 (ital. La consulenza filosofica 2004)
- (mit Thomas Macho) Das Prinzip Heilung. Medizin, Psychoanalyse, Philosophische Praxis. Dinter, Köln 1985, ISBN 3-924794-01-4
- Das kleine Buch der inneren Ruhe. Herder, Freiburg/Br. 2000; Erweiterte und überarbeitete Neuausgabe 2016, ISBN 978-3-451-37531-6 (ital. 2005)
- Lebenskönnerschaft. Herder, Freiburg/Br. 2001; Neuauflage: Dinter, Köln 2009, ISBN 978-3-924794-50-7 (niederl. 2002; ital. 2006)
- Vom Richtigen im Falschen. Herder, Freiburg/Br. 2003 ISBN 3-451-05270-9
- Liebe – der göttliche Wahn. Herder, Freiburg/Br. 2006 ISBN 3-451-05564-3 (italienisch bei Apogeo: Il libro dell'amore 2006)
- Zur Einführung der Philosophischen Praxis. Vorträge, Aufsätze, Gespräche und Essays von 1981 bis 2009. Dinter, Köln 2010, ISBN 978-3-924794-55-2
- Vom Richtigen im Falschen. Auf Wegen philosophisch inspirierter Lebenskönnerschaft. Verlag Dinter, Köln 2014, ISBN 978-3-924794-58-3 (italienisch bei Apogeo: „Del giusto nel falso. Percorsi della capacità filosofica di saper vivere“ 2008)
- Philosophie der Philosophischen Praxis. Nomos und Alber-Verlag, Baden-Baden 2023 ISBN 978-3-7560-0729-5 (in koreanischer Übersetzung Aug. 2024)
- La práctica filosófica, Kindle 2022
- Philosophical Praxis: Origin, Relations, and Legacy (Philosophical Practice), Lexington 2024. ISBN 978-1793651136.
- Wir haben ein Wissen davon, dass uns etwas fehlt. Perfektes Leben in unperfekter Welt – oder: Vom Richtigen im Falschen. Video vom Vortrag auf dem Akademietag in Solingen am 29. April 2017.
- Wozu Philosophie? - Wenn ich es recht bedenke... Video Freitag-Vortrag in der Philosophischen Praxis Gerd Achenbach vom 9. Februar 2018.
- 1968 & 1989 – Zwei Daten im (nicht nur deutschen) Revolutionskalender. Video Freitag-Vortrag in der Philosophischen Praxis Gerd Achenbach vom 23. März 2018.
- Die Meinungsmaschine. Petra Gerster und Christian Nürnberger bei Gerd Achenbach. Video Freitag-Vortrag in der Philosophischen Praxis Gerd Achenbach vom 27. April 2018.
- Beruf: Philosoph - Philosophisch wahrnehmen, empfinden, lesen...  Video Freitag-Vortrag in der Philosophischen Praxis Gerd Achenbach vom 18. Januar 2019.
- Das Zeitalter der Revisionen bricht an. Video vom Freitag-Vortrag 2020
- "Es ist die Bestimmung der Philosophischen Praxis, das Erbe der Philosophie sich zu erwerben", der zugleich ein Beitrag zur Philosophie des Selbstmords ist. Hauptvortrag auf dem Jubiläums-Kolloquium der GPP/IGPP am 29. Oktober 2022